# 2770 Tsvet
A 2770 Tsvet (ideiglenes jelöléssel 1977 SM1) a Naprendszer kisbolygóövében található aszteroida. Nyikolaj Sztyepanovics Csernih fedezte fel 1977. szeptember 19-én.